# Teodoro II Paleólogo
Teodoro II Paleólogo (en griego: Θεόδωρος Β΄ Παλαιολόγος, Theodōros II Palaiologos) (c. 1396 – 21 de junio de 1448) fue déspota de Morea desde 1407 hasta 1443.

## Biografía
Teodoro II Paleólogo era el hijo del emperador bizantino Manuel II Paleólogo y su esposa Helena Dragaš. Su abuelo materno fue el príncipe serbio Constantino Dragaš. Sus hermanos, incluyeron a los emperadores Juan VIII Paleólogo y Constantino XI Paleólogo, así como a Demetrio Paleólogo y Tomás Paleólogo, déspotas del Despotado de Morea, y Andrónico Paleólogo, déspota de Tesalónica.
Cuando Teodoro tuvo diez años, su padre lo proclamó déspota y lo nombró gobernador de Morea después de la muerte de su tío Teodoro I Paleólogo en 1407. El primer período de su reinado fue una época de guerra contra los estados latinos de Grecia por la unificación de Morea. Los enemigos de Teodoro II en ese período incluían la República de Venecia, que envió tropas para impedir su intento de conquistar Patras. Durante la minoría de Teodoro, su padre, el emperador Manuel II se quedó en Morea y supervisó la administración y la defensa, reconstruyendo la muralla de Hexamilion a través del istmo de Corinto.
Un momento de cambio drástico en la política fue su matrimonio con la mujer de nobleza latina Cleofé Malatesta, organizada con la ayuda de su tío el Papa Martín V, que se convirtió en aliado y defensor de Teodoro. En una carta alrededor del tiempo de la muerte de Manuel II (21 de julio de 1425), el Papa Martín V llamó a Teodoro II emperador de Constantinopla (ad Theodorum imperatorem constantinopolitanum), pero en realidad la corona pasó a su hermano mayor Juan VIII.
La guerra en Morea había empezado a ir en contra de los bizantinos y, bajo la presión de Carlos I Tocco, conde de Cefalonia y soberano de Epiro, el déspota exigió la ayuda de su hermano Juan VIII. Esa ayuda llegó en forma de refuerzos encabezados por su hermano Constantino, que se convirtió en gobernador de Morea junto con Teodoro II en 1428. Los esfuerzos conjuntos de los hermanos contribuyeron a la victoria naval de las islas Equínadas en 1427 y la conquista de Patras en 1430.
Por otro lado, el emperador Juan VIII declaró al joven hermano de Teodoro Constantino regente del imperio durante su viaje a Florencia en 1438, que enfatizó la selección de Constantino como su previsto heredero. Los próximos años se vieron afectados por los conflictos con Constantino sobre la sucesión de Juan VIII ya que este no tenía hijos. En un arreglo, Teodoro II Paleólogo cedió su derecho al trono a cambio del dominio de Constantino (infantado) de Selimbria en 1443, donde murió de peste cinco años después, en 1448, precediendo a sus hermanos.

## Familia
Por su matrimonio con Cleofa Malatesta, una aristócrata italiano, Teodoro Paleólogo tuvo una hija:
1. Helena Paleóloga. Casada con el rey Juan II de Chipre.